# NGC 4937
NGC 4937 este o galaxie situată în constelația Centaurul. A fost descoperită în  de către John Herschel.